# Debinha
Débora Cristiane de Oliveira (sinh ngày 20 tháng 10 năm 1991), được biết đến với cái tên Debinha, là một cầu thủ bóng đá người Brazil đang chơi cho đội North Carolina Courage tại giải bóng đá nữ quốc gia Mỹ và đội tuyển bóng đá nữ quốc gia Brazil.

## Sự nghiệp câu lạc bộ
Từ tháng 2 năm 2016 đến tháng 1 năm 2017, cô chơi cho Dalian Quanjian trong giải Ngoại hạng Bóng đá nữ Trung Quốc.
Debinha ký hợp đồng với Western New York Flash của Liên đoàn bóng đá nữ quốc gia Hoa Kỳ vào ngày 5 tháng 1 năm 2017, vài ngày trước khi nhượng quyền thương mại thông báo rằng cô đã được bán và sẽ được chuyển từ Rochester, New York đến Cary, North Carolina.
Debinha thi đấu trong mọi trận đấu mùa giải cho Courage vào năm 2017 và ghi được 4 bàn thắng. Cô bắt đầu thi đấu bằng trận bán kết gặp Chicago Red Stars nhưng buộc phải rời khỏi trận đấu sau khi gặp chấn thương khuỷu tay ở phút thứ 10. Chấn thương này sẽ buộc cô phải bỏ lỡ các giải vô địch, mà Courage thua với tỉ số 1-0 trước Portland Thorns.
Vào năm 2018, Debinha được xếp vào danh sách đội hình tiêu biểu của Liên đoàn bóng đá nữ quốc gia Hoa Kỳ trong tháng 3.

## Sự nghiệp quốc tế
Sau khi thi đấu cho Brazil tại Giải vô địch bóng đá nữ U-20 thế giới 2010, Debinha ra mắt chính thức tại tại Thế vận hội Liên châu Mỹ 2011 tổ chức tại Guadalajara. Cô được sắp vào danh sách cầu thủ dự bị cho đội tuyển Brazil tại Thế vận hội Mùa hè 2012.
Vào tháng 12 năm 2013, Debinha ghi hai bàn trong chiến thắng 3–1 trước Scotland tại giải Torneio Internacional de Brasília de Futebol Feminino 2013.